# Пеп (Пезаро и Урбино)
Пеп је насеље у Италији у округу Пезаро и Урбино, региону Марке.
Према процени из 2011. у насељу је живело 233 становника. Насеље се налази на надморској висини од 65 м.